# Suzuki Boron Composite
Suzuki Boron Composite, afgekort SBC, is een cilinderwandbekleding van Suzuki-motorfietsen bestaande uit een fosfor-aluminium coating dat onder andere boorbromide bevat. Het materiaal moet goed bestand zijn tegen hitte en voor een betere smering zorgen. Door SBC kunnen de normale cilinderbussen vervallen. Het werd onder meer toegepast op de Suzuki RGV 250 uit 1990.